# Buteasa (sit SCI)
Buteasa este un sit de importanță comunitară (SCI) desemnat în scopul protejării biodiversității și menținerii într-o stare de conservare favorabilă a florei spontane și faunei sălbatice, precum și a habitatelor naturale de interes comunitar aflate în arealul zonei protejate. Acesta este situat în vestul Transilvanei, pe teritoriul județului Bihor.

## Localizare
Aria naturală se întinde în partea sud-estică a județului Bihor, pe teritoriul administrativ al comunei Budureasa, în apropiere de drumul județean DJ764A, care leagă orașul Beiuș de stațiunea turistică Stâna de Vale.

## Înființare
Zona a fost declarată sit de importanță comunitară prin Ordinul Ministerului Mediului și Dezvoltării Durabile Nr.1964 din 13 decembrie 2007 (privind instituirea regimului de arie naturală protejată a siturilor de importanță comunitară, ca parte integrantă a rețelei ecologice europene Natura 2000 în România) și se întinde pe o suprafață de 372,6 hectare.

## Biodiversitate

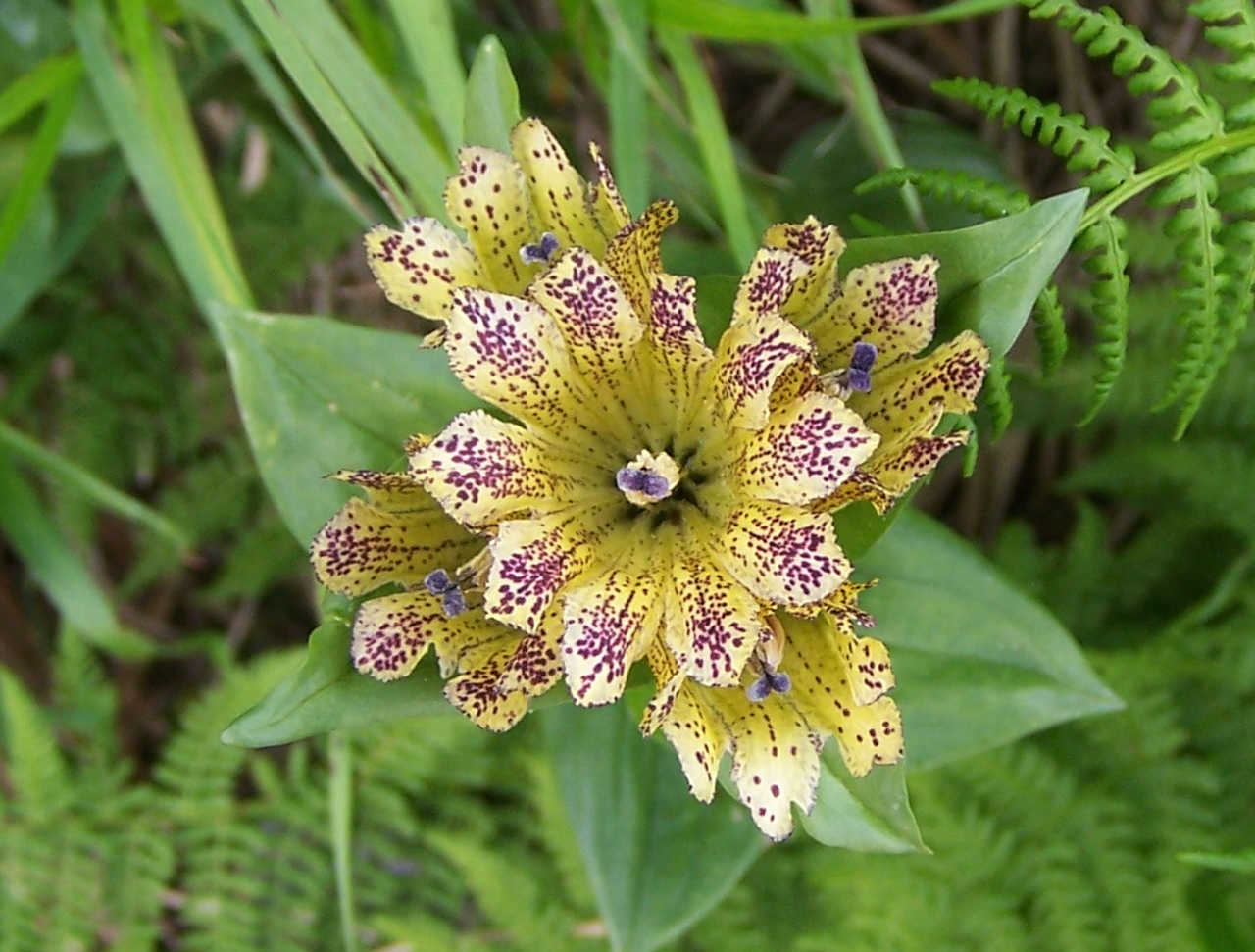
Ghințură (Gentiana punctata)

Situl reprezintă o zonă naturală (pajiști naturale, stepe, tufișuri, tufărișuri, păduri de conifere) încadrată în bioregiunea alpină în nord-vestul Padișului, ramura nordică a Munților Bihorului (grupă montană a Munților Apuseni, aparținând de lanțul muntos al Carpaților Occidentali); ce conservă un habitat natural de tip: Păduri de fag de tip Asperulo-Fagetum și protejază specii importante din fauna și flora Apusenilor.
La baza desemnării sitului se află patru specii faunistice enumerate în anexa I-a a Directivei Consiliului European 92/43/CE din 21 mai 1992 (privind conservarea habitatelor naturale și a speciilor de faună și floră sălbatică); astfel: trei amfibieni: ivorașul-cu-burta-galbenă (Bombina variegata), tritonul cu creastă (Triturus cristatus) și tritonul comun transilvănean (Triturus vulgaris ampelensis); precum și un cărăbuș din specia Carabus hampei. 
În arealul sitului este semnalată și prezența unei reptile din specia Natrix natrix (năpârcă).
Situl include aria protejată Vârful Buteasa (1.792 m), rezervație naturală de tip botanic (2 ha) ce adăpostește o gamă variată de vegetație subalpină cu jneapăn (Pinus mugo) în asociere cu (Juniperus sibirlca), anin de munte (Alnus viridis); precum și specii rare de molid columnar (Picea abies columnaris), zâmbru (Pinus cembra). La nivelul ierburilor sunt întâlnite specii floristice de: ghințură punctată (Gentiana punctata), bulbuc de munte (Trollius europaeus) sau omag galben (Aconitum anthora).

## Căi de acces
- Drumul județean DJ764Ape ruta: Beiuș - Budureasa - Stâna de Vale - drum forestier spre Cantonul Ciripa.

## Monumente și atracții turistice
În vecinătatea sitului se află câteva obiective de interes istoric, cultural și turistic (lăcașuri de cult, stațiuni montane, arii naturale protejate); astfel:

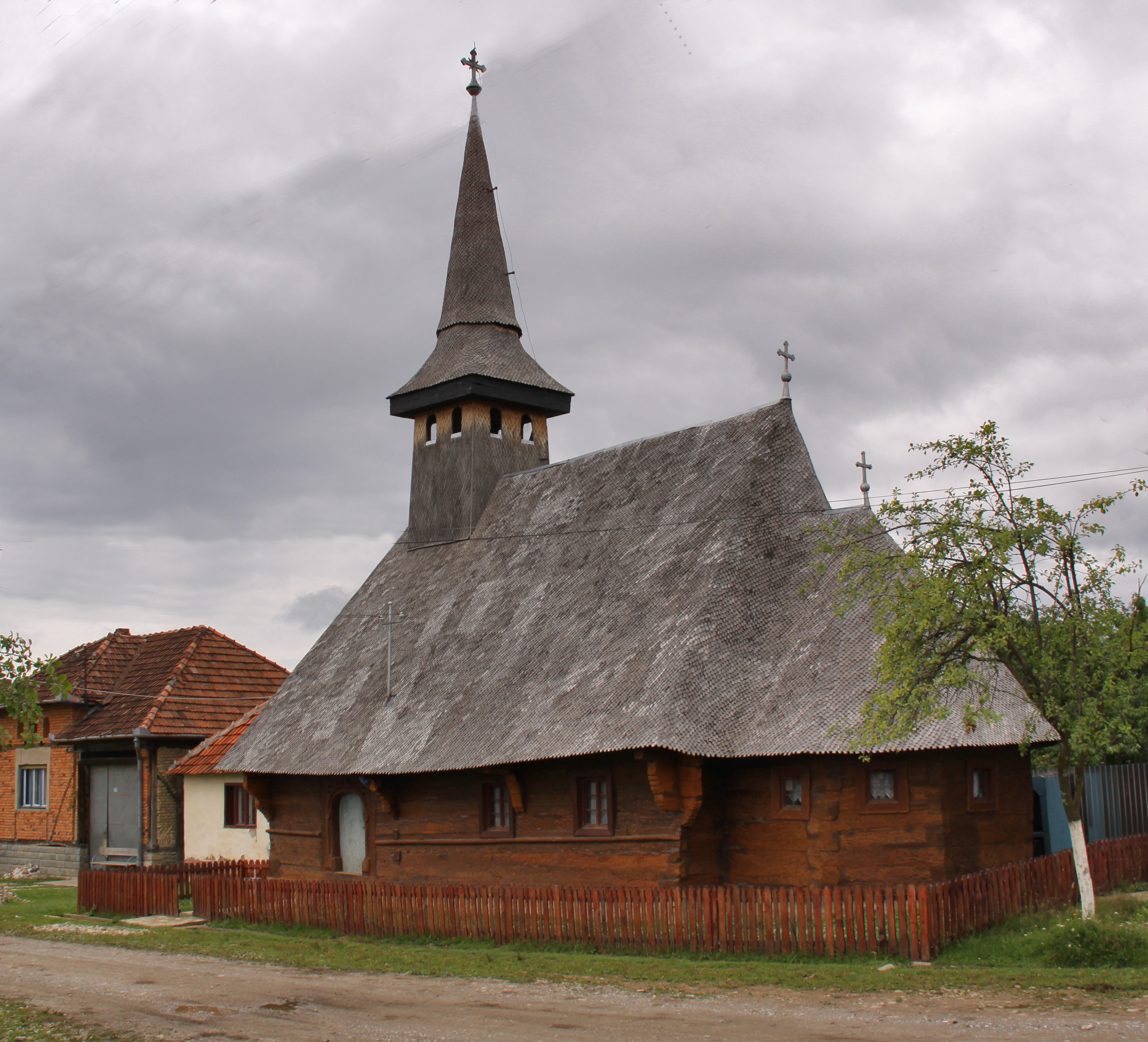
Biserica de lemn din Saca

- Biserica de lemn „Sfântul Gheorghe” din satul Saca, construcție 1724, monument istoric.
- Biserica romano - catolică "Sf. Treime" din Beiuș, construcție 1752, monument istoric.
- Biserica "Sf. Mare Mucenic Dimitrie Izvorâtor de Mir" din Beiuș, construcție 1800, monument istoric.
- Biserica ortodoxă "Sf. Arhangheli Mihail și Gavriil" din Beiuș, monument istoric[11].
- Stațiunea montană de odihnă și tratament Stâna de Vale
- Ariile protejate: Parcul Natural Apuseni, Ferice - Plai (sit SCI), Valea Iadei cu Syringa josichaea, Peștera Cetatea Rădesei, Piatra Grăitoare, Peștera Smeilor de la Onceasa, Peștera Vacii, Sistemul Carstic Peștera Cerbului - Avenul cu Vacă.